# Never Trust a Hippy
Pour les articles homonymes, voir Hippie (homonymie).
Albums de NOFX
The War on Errorism
(2003) Wolves in Wolves' Clothing
(2006)
Never Trust a Hippy est un EP de NOFX sorti le 14 mars 2006, quelques semaines avant la sortie de Wolves in Wolves' Clothing. Les deux premières chansons de cet EP font partie de ce dernier.

## Liste des titres
1. Seeing Double at the Triple Rock
2. The Marxist Brothers
3. Golden Boys
4. You're Wrong
5. Everything in Moderation (Especially Moderation)
6. I'm Going to Hell for This One